# TV3 (Lituania)
TV3 Lituania este o televiziune privată generalistă din Lituania care face parte din grupul media Modern Times Group.

## Legături externe
- Site oficial[nefuncțională – arhivă]